# Apanteles banksi
Apanteles banksi är en stekelart som beskrevs av Henry Lorenz Viereck 1911. Apanteles banksi ingår i släktet Apanteles och familjen bracksteklar. Inga underarter finns listade i Catalogue of Life.